# Тайч, Моисей Хаимович
Моисей (Мойше) Хаимович Тайч (иначе — Тайтш; июль 1882, пос. Вартачи, Виленская губерния, Российская империя — 24 октября 1935, Москва) — еврейский советский писатель и поэт. Отец детского писателя Якова Тайца.

## Биография
Родился на хуторе Вартачи (сейчас — Беларусь). Учился в школе при Виленском учительском институте, но был исключен за «недисциплинированность».
В 1900 году примкнул к рабочему движению. Подвергался преследованиям царских властей. В 1901 был арестован и отбывал тюремное заключение в Вильно.
Печататься начал в 1902 году, дебютировав со стихами в варшавской еврейской газете «Jidische Folkszaitung».
Раннее творчество Тайча проникнуто грустными настроениями, созерцательностью, лиричностью. Тема произведений того периода природа Литвы, прошлое еврейского народа, печаль о судьбе погибающего еврейского местечка. Наиболее ценны в художественном отношении поэмы «Литва» и «Бессарабия».
Два тома его рассказов, вышедшие в трёхтомном собрании его сочинений в 1912 году, монотонно варьируют мотив фантастической, неземной любви. В творчестве Тайча того времени очень сильна националистическая направленность, как и в «поэмах» и «драмах» 1917—1920 годов.
В первые годы после Октябрьской революции увлекался декадентской поэзией, что нашло отражение в поэме «Книга хроник» (1922), в сборнике стихов «Ладони к солнцу» («Длоньес ин зун», 1923).
От экскурсов в далекое прошлое Тайч переходит в своих «хрониках» 1922—1923 к настоящему, но, увлекшись языкотворчеством, он пишет о революционных событиях на почти непонятном языке, переплетая «хронику» этих событий с тирадами о еврейском народе и своем «я».
С 1924 года решительно порывает как со своим националистическим прошлым, так и с формализмом и переходит к социалистическому реализму. Образы Тайча становятся ярче, убедительней, язык живей.
Гражданским пафосом проникнуты повести «Двор на Чеботарской» («А гойф аф Чеботарске», 1926, рус. пер. 1928), «Дорога в Донбасс» («Дер вег кейн Донбасс», 1932), романы «Смерть товарища Вули» («Дер тойт фун хавер Вуле», 1928, рус. пер. 1930), «Первая ласточка» («Ди эрште швал», 1929), «Инфузорная земля» («Инфузорише эрд», 1931), сборник рассказов «Кора Сморгони» («Ди коре фун Сморгон», 1930), поэма «Белоруссия» (1930) и др.
Последняя посмертная книжка Тайча — «Шнобл» (Клюв) посвящена воспоминаниям детства.
Похоронен на Донском кладбище.

## Семья
- Сын — детский писатель Яков Моисеевич Тайц.
  - Внучка — выпускница МГТУ Мария Яковлевна Тайц, жена писателя Анатолия Гладилина.

## Избранные произведения
- Derzeilungen, Варшава, 1909;
- Schriftn, тт. I, II, III, Варшава, 1912;
- Fun jidische Kinder wegn, Харьков, 1918;
- Poemen, Харьков, 1918;
- Chronik-Buch, Москва, 1923;
- Oktober-Freid, Москва, 1923;
- Remont, Москва, 1923;
- Teg on Dir, Москва, 1923;
- Der Hoif af Tschebotarske, Москва, 1926;
- Far 20 Jor, Вильно, 1927;
- Der Toit fun Chawer Wuli, Минск, 1923;
- Arum der Fabrik; Di erschte Schwalb, Минск, 1929;
- Korfun Smorgonsk, Москва, 1930;
- Infusorische Erd, Москва, 1931;
- Der Weg Kain Dondas, 1932;
- Parteien un Mentschen, Харьков, 1934;
- Schnobl, Москва, 1935.